# Víctor Chumillas
Víctor Chumillas Fernández (ur. 28 lipca 1902 w Olmeda del Rey, zm. 16 sierpnia 1936 Fuente el Fresno) – hiszpański franciszkanin, prezbiter, męczennik chrześcijański i błogosławiony Kościoła rzymskokatolickiego.

## Biografia
Urodzony w Olmeda del Rey (Cuenca) 28 lipca 1902 roku, ochrzczony 30 lipca 1902 roku w miejscowej parafii pw. Matki Bożej Śnieżnej. Rodzice Alfonso i Catalina mieli sześcioro dzieci. Po śmierci ojca, mając dwanaście lat wstąpił do kolegium franciszkańskiego w Belmonte. W 1917 roku rozpoczął nowicjat w konwencie w Pastranie (Guadalajara). Pierwszą profesję złożył w klasztorze w Arenas de San Pedro (Ávila) 4 sierpnia 1918 roku. W trakcie studiów filozoficzno-teologicznych złożył śluby wieczyste w Zakonie Braci Mniejszych 29 lipca 1923 roku, następnie przyjął święcenia kapłańskie w Toledo 6 czerwca 1925 roku.
Pierwsze lata kapłaństwa spędził jako nauczyciel i wychowawca młodych franciszkanów. W 1931 roku powierzono mu urząd gwardiana w klasztorze w Consuegra. W 1932 roku został dyrektorem czasopism wydawanych przez prowincję zakonną: „Cruzada Seráfica” oraz „Hogar Antoniano”. Był kapelanem sióstr klarysek oraz tercjarzy franciszkańskich. Potrafił grać na organach, prowadził chór. W 1935 roku został przeniesiony z Madrytu do Almagro. Jesienią, po kapitule prowincjalnej, został gwardianem w Consuegra. Wraz z braćmi ze swego konwentu, również grupą kleryków, rozstrzelano go podczas hiszpańskiej wojny domowej w Boca de Balondillo (Fuente el Fresno, Ciudad Real) 16 sierpnia 1936 roku. Ciało zostało ekshumowane i przeniesione do klasztoru franciszkanów San Juan de los Reyes w Toledo.

## Beatyfikacja
O. Chumillas Fernández OFM został ogłoszony błogosławionym wraz z innymi 497 męczennikami hiszpańskimi przez papieża Benedykta XVI na Placu Świętego Piotra 28 października 2007 roku. Mszy przewodniczył prefekt Kongregacji Spraw Kanonizacyjnych kardynał José Saraiva Martins.
Wspomnienie liturgiczne obchodzone jest jako obowiązkowe przez zakony franciszkańskie na terenie Hiszpanii, przypada 6 listopada.